# Nishio
Nishio (jap. 西尾市, -shi) ist eine Stadt in der Präfektur Aichi in Japan.

## Geographie
Nishio liegt rund 35 Kilometer südlich von Nagoya und westlich von Okazaki. Zur Gemeinde gehört die bewohnte Insel Saku-shima in der Mikawa-Bucht, sowie die vor der Küste liegenden Inseln Maejima (前島, auch Usagishima (うさぎ島, „Haseninsel“); 34° 46′ 45″ N, 137° 8′ 40″ O), Oki(no)shima (沖(ノ)島, auch Saru-ga-shima (猿ヶ島, „Insel der Affen“); 34° 46′ 19″ N, 137° 8′ 47″ O) und Kajishima (梶島; 34° 46′ 3″ N, 137° 6′ 3″ O).

## Geschichte
Nishio ist eine alte Burgstadt, in der zuletzt die Ōgyū-Matsudaira residierten. Reste der Burg Nishio sind erhalten.
Seit 1601 ist der Teeanbau in Nishio nachgewiesen, das heute knapp 30 % der gesamten Matcha-Teeproduktion Japans herstellt.
Die Stadt wurde am 15. Dezember 1953 zur kreisfreien Stadt (shi) ernannt. Am 1. April 2011 wurden die angrenzenden Ortschaften Isshiki, Hazu und Kira eingegliedert.

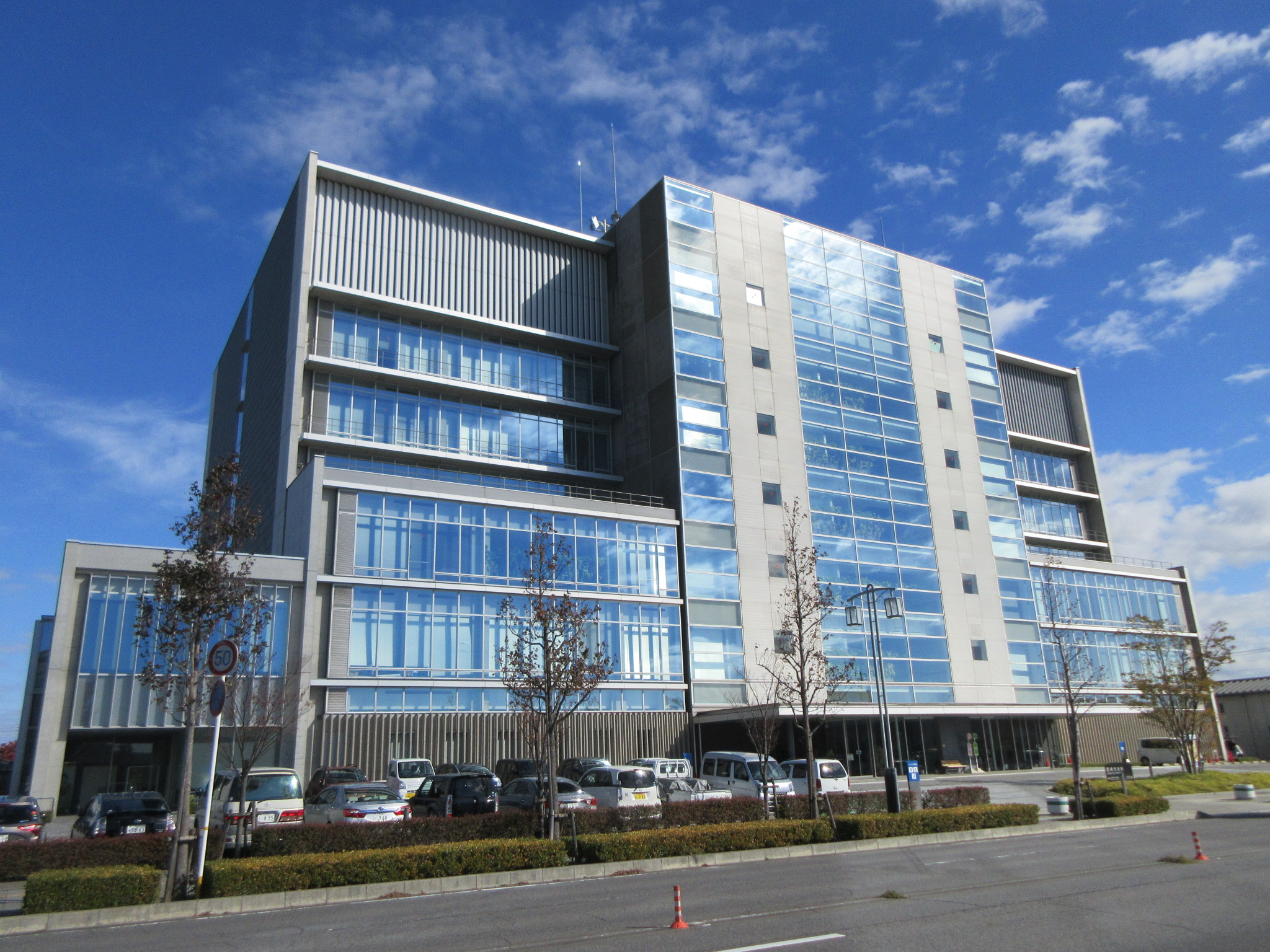
Rathaus

## Verkehr
Für den motorisierten Verkehr ist Nishio über die Nationalstraßen 23 und 247 erreichbar. 
Beim Bahnverkehr verläuft in Nord-Süd-Richtung die Meitetsu Nishio-Linie von Shin-Anjō über den Bahnhof Nishio nach Kira Yoshida. Dort kann zur Meitetsu Gamagōri-Linie nach Gamagōri umgestiegen werden. In den Jahren 1911 bis 1943 existierte eine Zweigstrecke der Nishio-Linie von Nishio nach Okazaki, in den Jahren 1914 bis 1960 die Meitetsu Heisaka-Zweiglinie von Nishio nach Minatomae.

## Angrenzende Städte und Gemeinden
- Okazaki
- Hekinan
- Anjō
- Kōta
- Kira
- Isshiki

## Persönlichkeiten
- Kaito Kamiya (* 1997), Fußballspieler